# Eucnide aurea
Eucnide aurea är en brännreveväxtart som först beskrevs av Asa Gray, och fick sitt nu gällande namn av H. J. Thompson och W. R. Ernst. Eucnide aurea ingår i släktet Eucnide och familjen brännreveväxter. Inga underarter finns listade i Catalogue of Life.